# Lasius interjectus
Lasius Interjectus (hay còn gọi là kiến vàng, kiến sả) là một loài kiến trong phân họ Formicinae. Tên khoa học của chúng được xuất bản lần đầu tiên vào năm 1866 bởi Mayr. Khi bị quấy rối, kiến tiết ra mùi giống mùi chanh để phòng vệ.